# Sopel (lodospad)
Sopel (słow. Sopeľ) – lodospad w Dolinie Wielickiej w Tatrach Słowackich. Znajduje się po prawej stronie lodospadu Orolin i po prawej stronie Żlebu Stolarczyka. Jest to jeden z najpiękniejszych lodospadów tatrzańskich i jest obiektem wspinaczki lodowej.
Czas podejścia od hotelu Śląski Dom do lodospadu Sopel wynosi około 35–40 min. Czas wspinaczki na lodospadzie 1–2 godz., konieczne są 2 wyciągi lub jeden długi. Nachylenie dochodzi do 90 stopni, trudność WI5/2. Pierwsze przejście: M. Marek i L. Rozsíval 9 marca 1980 r., pierwsze przejście samotne: P. Závacký 10 lutego 1992 r.
Początkowy etap wspinaczki jest względnie łatwy (WI3), później wspinaczka odbywa się dużym soplem tworzącym się na przewieszonym fragmencie ściany. Nazwa lodospadu pochodzi właśnie od tego sopla. Można przed soplem założyć stanowisko do drugiego wyciągu, ale można też wejść jednym wyciągiem. Po przejściu sopla idzie się 10 m lodospadem do stanowiska po lewej stronie.

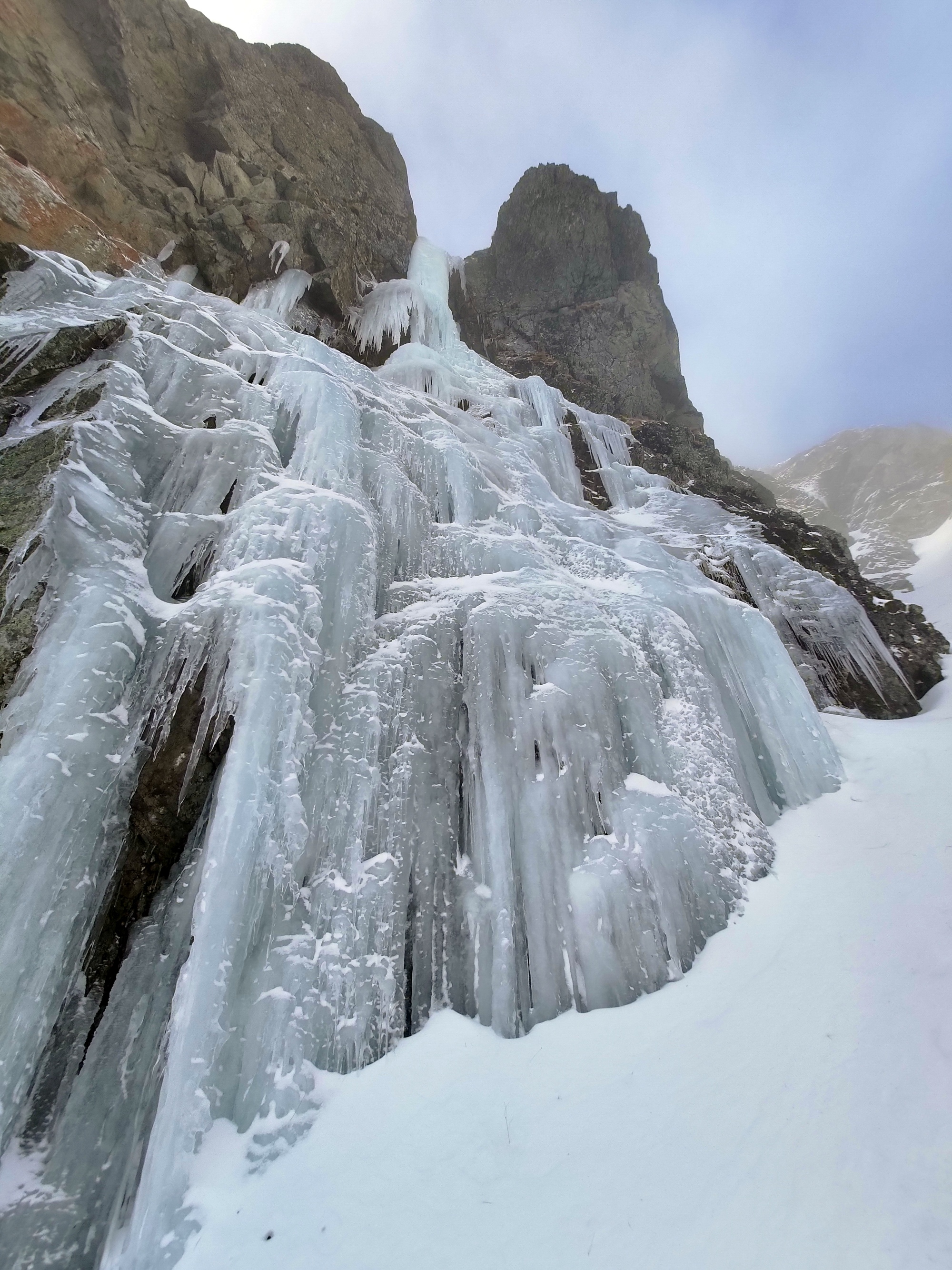
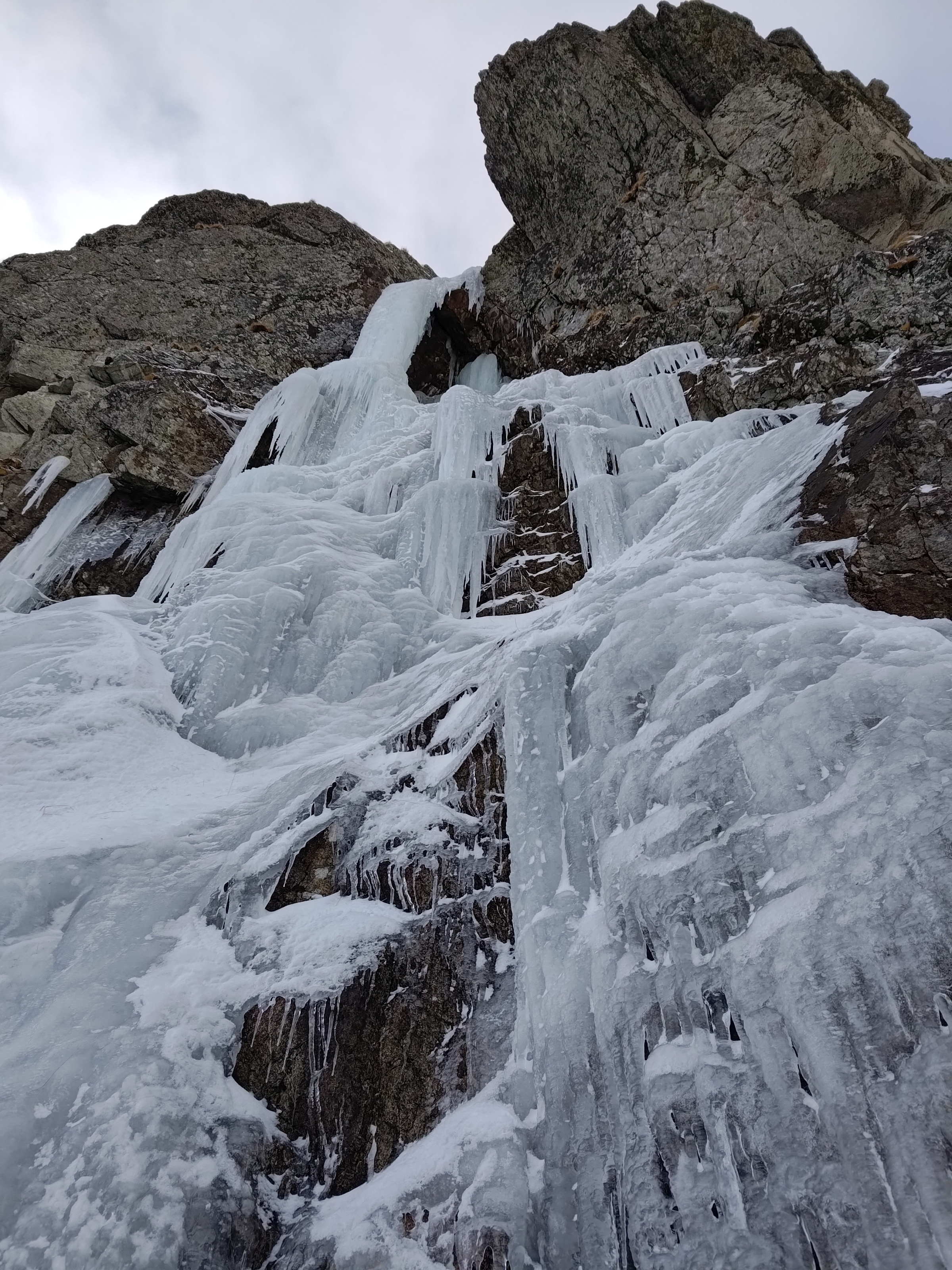
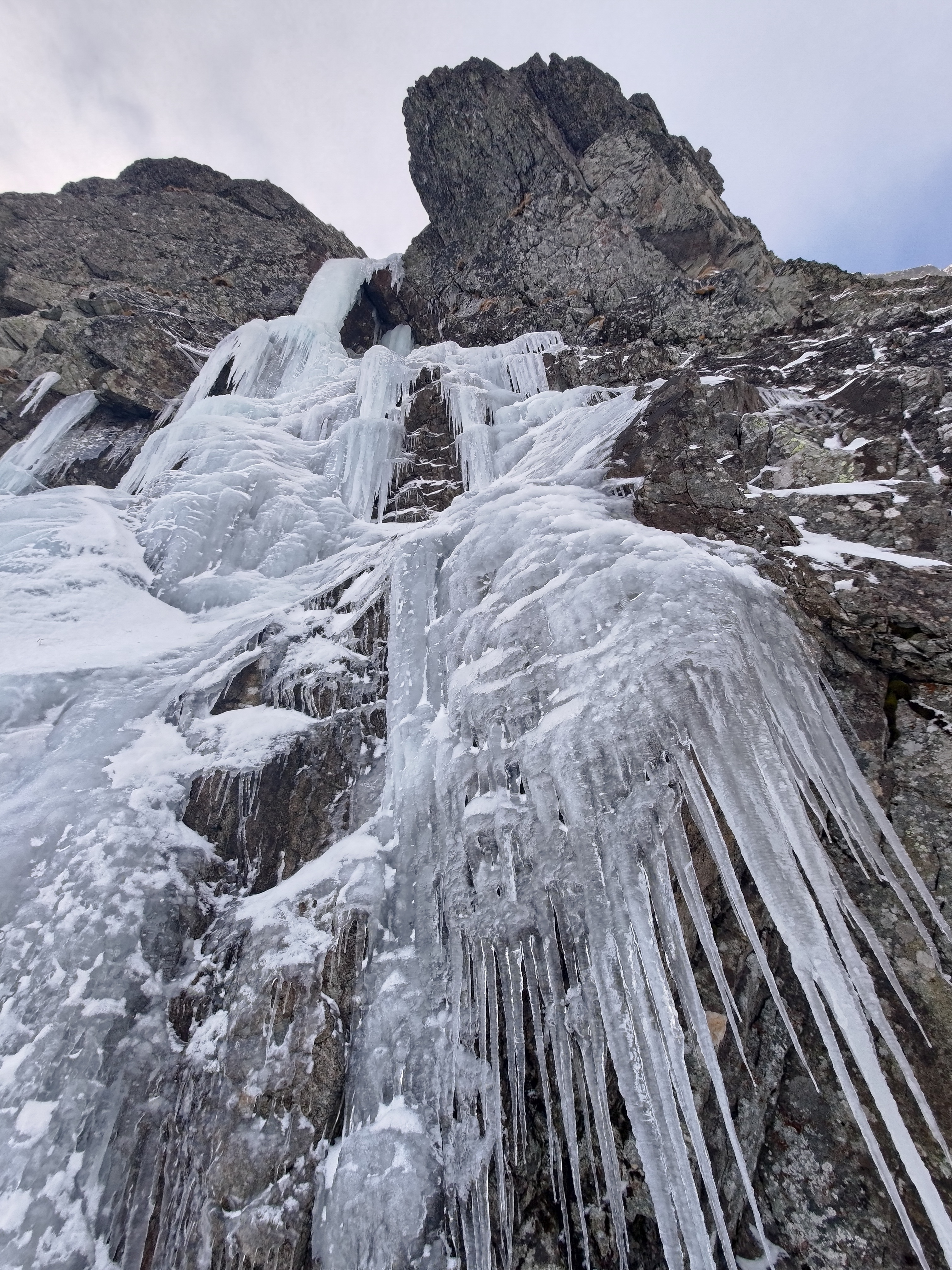
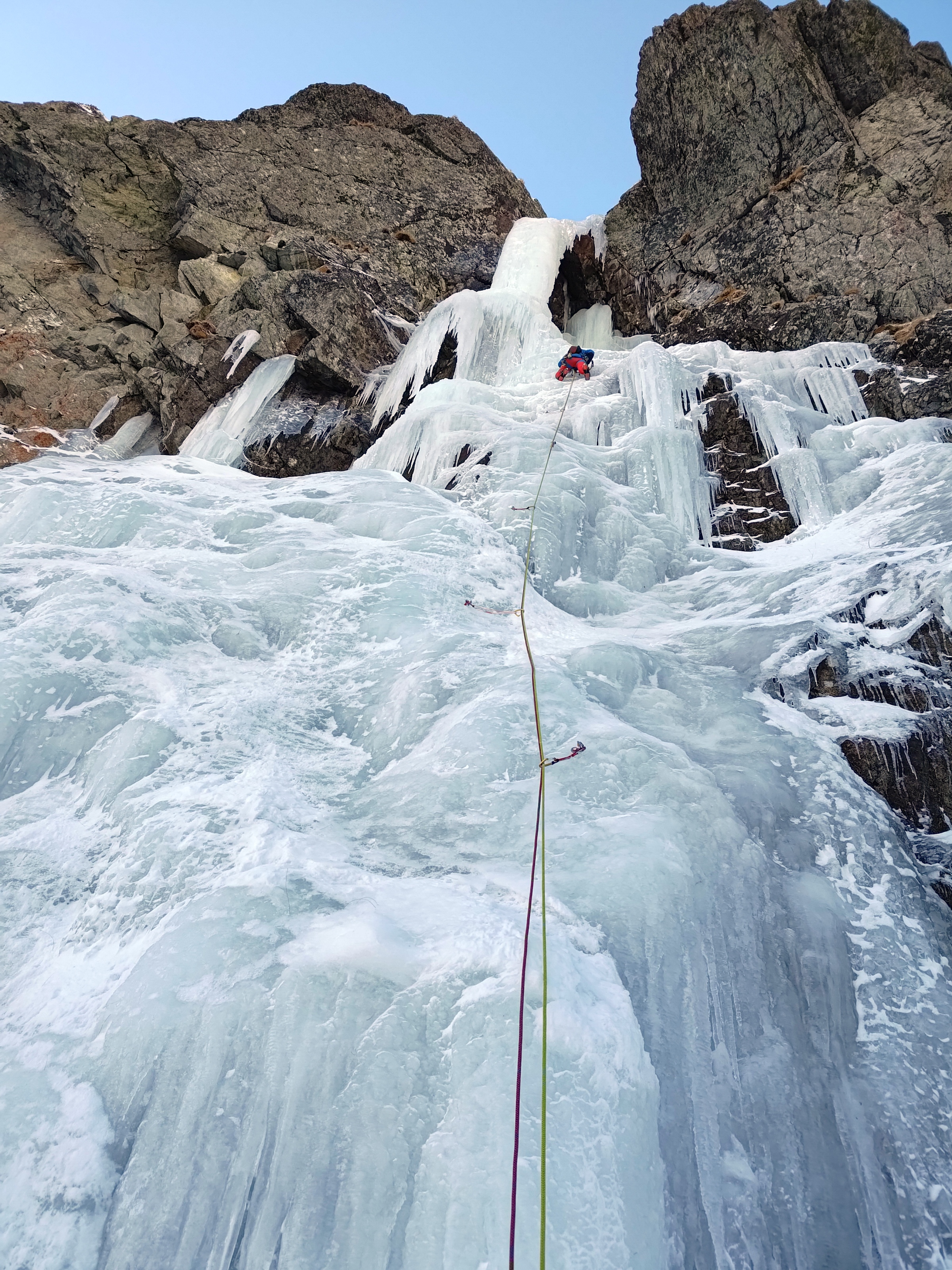
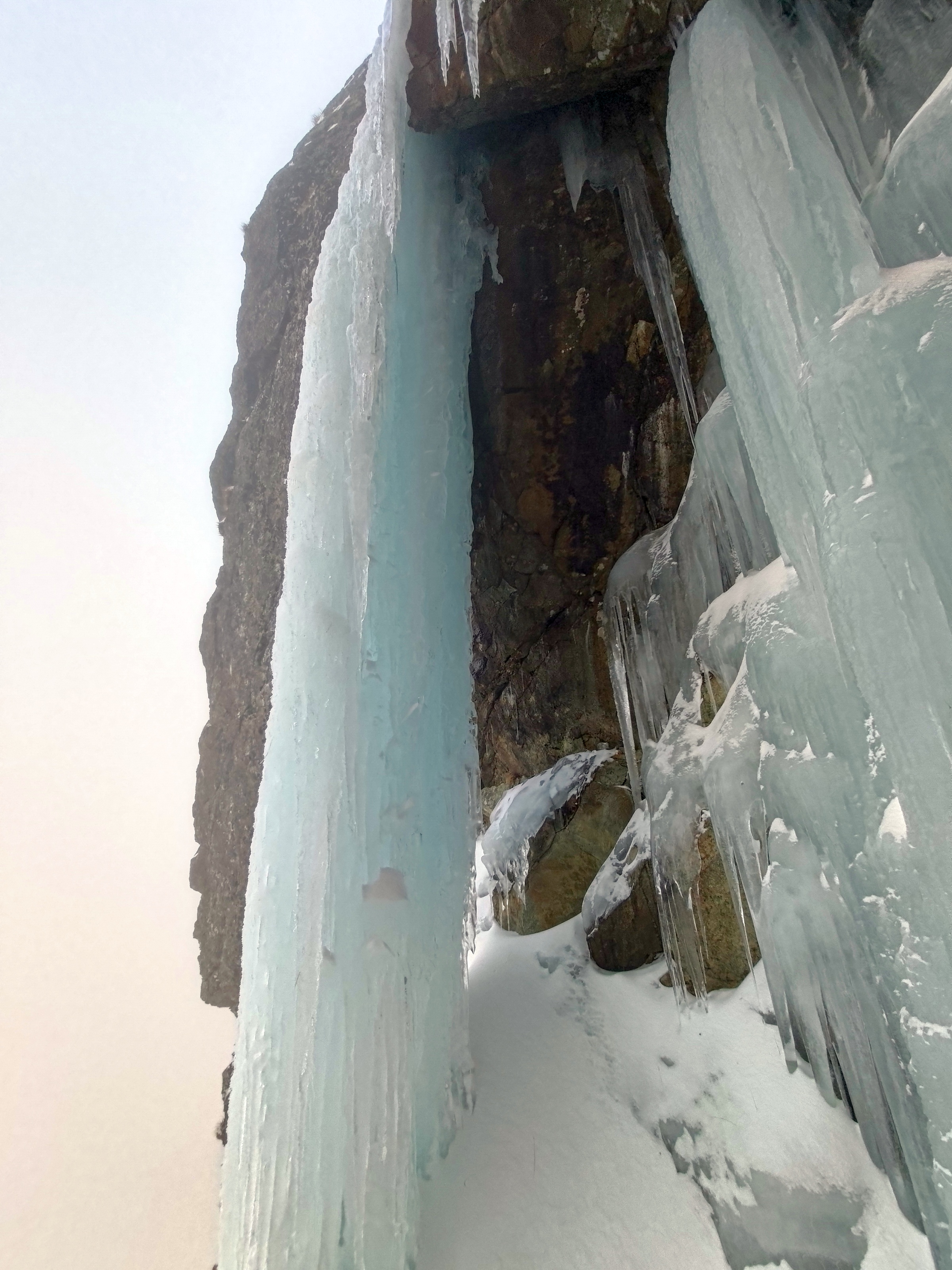
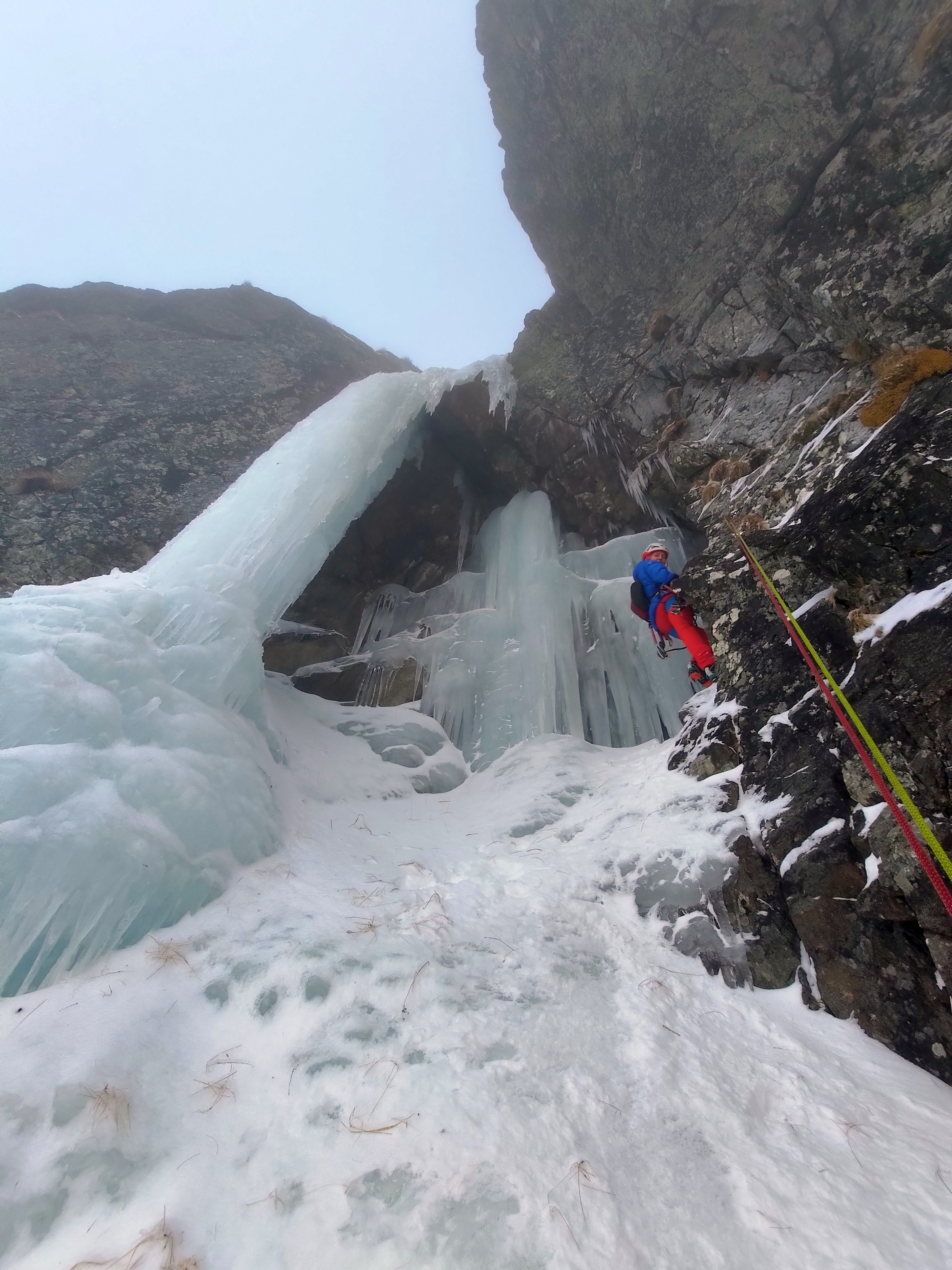

Lodospady w Dolinie Wielickiej: Birkenmajer, Čertovy ladopad, Ľady z Veľkej štrbiny, Lód przy Wielickiej Próbie, Orolin, Sopel, Welon panny młodej, Večný dážď.